# Open de Seine-et-Marne
O Engie Open de Seine-et-Marne é um torneio para tenistas profissionais, disputado em quadras duras cobertas em Croissy-Beaubourg, França. 

## Histórico
O evento é classificado como um torneio do Circuito feminino da ITF de US$ 60.000 e é realizado anualmente em Croissy-Beaubourg, França desde 2013, quando tinha outro nome e era um torneio de US$ 50.000.

## Finais

### Simples
| Ano     | Campeã                                            | Vice-campeã                                       | Resultado                                         |
| ------- | ------------------------------------------------- | ------------------------------------------------- | ------------------------------------------------- |
| 2024    | Lily Miyazaki                                     | Mona Barthel                                      | 6–4, 7–5                                          |
| 2023    | Jodie Anna Burrage                                | Lucia Bronzetti                                   | 3–6, 6–4, 6–0                                     |
| 2022    | Linda Nosková                                     | Léolia Jeanjean                                   | 6–3, 6–4                                          |
| 2020–21 | Torneios cancelados devido à pandemia de COVID-19 | Torneios cancelados devido à pandemia de COVID-19 | Torneios cancelados devido à pandemia de COVID-19 |
| 2019    | Vitalia Diatchenko                                | Robin Anderson                                    | 6–2, 6–3                                          |
| 2018    | Anna Blinkova                                     | Karolína Muchová                                  | Walkover                                          |
| 2017    | Ekaterina Alexandrova                             | Richèl Hogenkamp                                  | 6–2, 6–7(3–7), 6–3                                |
| 2016    | Ivana Jorović                                     | Pauline Parmentier                                | 6–1, 4–6, 6–4                                     |
| 2015    | Margarita Gasparyan                               | Mathilde Johansson                                | 6–3, 6–4                                          |
| 2014    | Claire Feuerstein                                 | Renata Voráčová                                   | 6–3, 4–6, 6–4                                     |
| 2013    | Anne Keothavong                                   | Sandra Záhlavová                                  | 7–6(7–3), 6–3                                     |

### Duplas
| Ano     | Campeãs                                           | Vice-campeãs                                      | Resultado                                         |
| ------- | ------------------------------------------------- | ------------------------------------------------- | ------------------------------------------------- |
| 2024    | Estelle Cascino Alex Eala                         | Maia Lumsden Jessika Ponchet                      | 7–5, 7–6(7–4)                                     |
| 2023    | Greet Minnen Yanina Wickmayer                     | Jodie Anna Burrage Berfu Cengiz                   | 6–4, 6–4                                          |
| 2022    | Isabelle Haverlag Justina Mikulskytė              | Sofya Lansere · Oksana Selekhmeteva               | 6–4, 6–2                                          |
| 2020–21 | Torneios cancelados devido à pandemia de COVID-19 | Torneios cancelados devido à pandemia de COVID-19 | Torneios cancelados devido à pandemia de COVID-19 |
| 2019    | Harriet Dart Lesley Kerkhove                      | Sarah Beth Grey Eden Silva                        | 6–3, 6–2                                          |
| 2018    | Anna Kalinskaya Viktória Kužmová                  | Petra Krejsová Jesika Malečková                   | 7–6(7–5), 6–1                                     |
| 2017    | Vera Lapko Polina Monova                          | Manon Arcangioli Magdalena Fręch                  | 6–3, 6–4                                          |
| 2016    | Jocelyn Rae Anna Smith                            | Lenka Kunčíková Karolína Stuchlá                  | 6–4, 6–1                                          |
| 2015    | Jocelyn Rae Anna Smith                            | Julie Coin Mathilde Johansson                     | 7–6(7–5), 7–6(7–2)                                |
| 2014    | Margarita Gasparyan Lyudmyla Kichenok             | Kristina Barrois Eleni Daniilidou                 | 6–2, 6–4                                          |
| 2013    | Anna-Lena Friedsam Alison Van Uytvanck            | Stéphanie Foretz Eva Hrdinová                     | 6–3, 6–4                                          |